# Vollständige Information
Vollständige Information (oder vollkommene Information; englisch complete information) liegt in den Wirtschaftswissenschaften und speziell in der Informationsökonomik vor, wenn ein Entscheidungsträger oder ein Wirtschaftssubjekt Kenntnis über sämtliche vergangenen, gegenwärtigen und zukünftigen Daten, Ereignisse und Sachverhalte besitzt. Gegensatz ist die unvollständige (unvollkommene) Information.

## Allgemeines
Information ist in der Informationstheorie das vorhandene, zweckorientierte Wissen eines Entscheidungsträgers. Je mehr Wissen er hat, also über je mehr Informationen er verfügt, umso sicherer werden seine Entscheidungen. Die Begriffe vollständige oder vollkommene Information wurden früher gleichwertig benutzt, Waldemar Wittmann verwendete in seinem 1959 erschienenen Standardwerk die (un)vollkommene Information. Auf Wittmann geht der heute in den Wirtschaftswissenschaften meist verwendete Informationsbegriff, der Information pragmatisch als „zweckorientiertes Wissen“ definierte, mit dem Zweck, wirtschaftliches Handeln vorzubereiten. Die Entscheidungstheorie fasst Informationen als Nachrichten oder Beobachtungen auf, welche die Erwartungen eines Wirtschaftssubjekts im Sinne von Wahrscheinlichkeitsbeurteilungen verändern. In der Spieltheorie wird anstelle von vollkommener Information zwischen Spiel mit perfekter Information und Spiel mit vollständiger Information unterschieden.
Dieter Schneider charakterisierte 1993 die vollständige Information wie folgt: „Bei vollständiger Kenntnis von Sachverhalten ist bei logischer Folgerung auf ein einziges künftiges Ereignis zu schließen“. Da Entscheidungen zukunftsgerichtet sind, ist vollständige Information (und somit völlige Sicherheit) meist nicht möglich. Sie würde voraussetzen, dass ein Marktteilnehmer über völlige Markttransparenz verfügt, ihm alle Marktdaten vorliegen und sämtliche Umweltzustände bekannt sind.
Die vollständige Information ist eine wichtige Prämisse bei Marktteilnehmern des vollkommenen Markts und vollkommenen Kapitalmarkts, bereits 1871 von William Stanley Jevons beschrieben:

„Unter einem Markte werde ich zwei oder mehrere Personen […] verstehen, deren Vorräte an […] Gütern und Tauschabsichten allen bekannt sind. […] Nur soweit sich diese gemeinsame Kenntnis erstreckt, erstreckt sich auch der Markt.“

Diese Märkte funktionieren unter anderem nur, wenn sämtliche Marktteilnehmer über vollkommene Markttransparenz mit allen Marktdaten verfügen und somit weder Informationskosten noch Transaktionskosten anfallen. Die vollständige Information über vergangene, gegenwärtige und künftige Ereignisse führt bei ihnen zur vollständigen Markträumung. Fehlen auch nur wenige Informationen, handelt es sich um unvollkommene Märkte mit unvollständigen Informationen. Da Informationen über künftige Entwicklungen meist fehlen, liegen in der Realität bis auf wenige Ausnahmen fast immer unvollständige Informationen vor.

## Informationsorientierter Risikobegriff
Orientiert man den Risikobegriff an der Informationslage, so ist die vollständige Information durch Gewissheit gekennzeichnet und weist keine Wahrscheinlichkeitsverteilung auf. Unvollkommene Informationen beinhalten entweder ein Risiko als messbare Ungewissheit mit bekannter Wahrscheinlichkeitsverteilung oder eine Unsicherheit mit nicht messbarer Ungewissheit. Letztere unterteilt sich in eine subjektive Wahrscheinlichkeit mit unbekannter
Wahrscheinlichkeitsverteilung und in keine Wahrscheinlichkeit mit der Annahme einer Gleichverteilung. Die vollständige Information entspricht somit der Sicherheit, die unvollständige Information der Unsicherheit, letztere unterteilt sich wiederum in Risiko und Ungewissheit.

## Ausprägungen
Ob und inwieweit Transaktionskosten anfallen, hängt von der Informationslage der Wirtschaftssubjekte ab:
- Haben Wirtschaftssubjekte vollständige Informationen über Marktverhalten und Umwelt, werden Transaktionen zum Gleichgewichtspreis ohne Transaktionskosten durchgeführt. Es gibt lediglich „unechte Transaktionskosten“ wie etwa Transportkosten oder Versandkosten.[12]
- Liegt vollständige Information über das Marktverhalten und unvollständiges Wissen über die Umwelt vor, können Marktteilnehmer vorhersehen, wie sich Kontrahenten bei bestimmten Umweltzuständen verhalten werden.[13] So verursachen nicht vorhergesehene Schocks Transaktionskosten, obwohl vollständige Kenntnis über das Marktverhalten besteht.
- Gibt es unvollständige Information über das Verhalten und vollständige Information über die Umwelt, so entstehen Transaktions- und Informationskosten. Die Akteure müssen prüfen, ob die Kosten zusätzlicher Informationsgewinnung durch die erzielbaren Vorteile zu rechtfertigen sind.
- Schließlich gibt es noch die Möglichkeit der unvollständigen Information über Verhalten und Umwelt mit den relativ höchsten Transaktionskosten.

Eine Rolle spielen lediglich transaktionsrelevante Informationen über das Marktverhalten der Marktteilnehmer und der transaktionalen Umwelt. Inwieweit Informationen vollständig oder unvollständig sind, wird durch den Informationsgrad gemessen.

## Messung
Ob Informationen fehlen, kann am Informationsgrad abgelesen werden. Der Informationsgrad misst die Vollkommenheit von Informationen bzw. das Informationsdefizit:
{\displaystyle {\text{Informationsgrad}}={\frac {\text{tatsächlich vorhandene Informationen}}{\text{vollständige Informationen}}}}.
Vollständige Information liegt demnach bei einem Informationsgrad von 100 % vor, unvollständige Information zwischen >0 und 100 % und vollkommene Ignoranz bei 0 % vor. In Fällen unvollkommener Informationen oder Ignoranz erhalten die Informationen einen gewissen Informationswert, und es entstehen Informationskosten. Informationen können zwischen verschiedenen Akteuren auch asymmetrisch verteilt sein: Einige Akteure besitzen vollständige, andere Akteure zugleich lediglich unvollständige oder gar keine Information (asymmetrische Information). Die asymmetrische Information ist eine ungleiche Informationsverteilung und damit eine unvollständige Information. Meist wird es einem Entscheidungsträger möglich sein, sämtliche vergangenen und gegenwärtigen Informationen zu sammeln, doch werden Informationen über künftige Entwicklungen oder Ereignisse stets mit Ungewissheit behaftet sein. Die Kenntnis von Eintrittswahrscheinlichkeiten künftiger Umweltzustände wird in der Entscheidungstheorie als Risiko definiert.
Je geringer der Informationsgrad ist, umso höher ist das Risiko, eine Fehlentscheidung zu treffen und umgekehrt. Mit Risiko verbunden sind Entscheidungen unter Unsicherheit, bei denen man zwar die möglichen Umweltzustände kennt, jedoch keine Eintrittswahrscheinlichkeiten für sie angeben kann. Auch ihre Unterart Entscheidung unter Risiko, bei welcher der Entscheidungsträger die Wahrscheinlichkeiten für das Eintreten der möglichen Umweltzustände kennt, ist mit Risiko verbunden. Klassisches Beispiel für eine Entscheidung unter Sicherheit ist der Arbitrageur, dem alle Marktdaten (Börsenkurse, Marktpreise, Marktzinsen) zum Zeitpunkt der Arbitrage vorliegen.

## Anwendungen
Die vollständige Information ist ein grundlegendes Axiom vieler wirtschaftstheoretischer Modelle. Beispielsweise könnten alle Wirtschaftssubjekte vollständig über die Angebote aller anderen Wirtschaftssubjekte informiert sein, also jederzeit von allen anderen ihr Angebot und ihre Preise kennen. Solch eine Analyse kann im Rahmen der Neoklassik zu einem Gleichgewicht führen.
Die Neue Institutionenökonomik setzt sich kritisch mit der mikroökonomischen Annahme der vollständigen Information auseinander und nutzt dabei verhaltenswissenschaftliche Konzepte.
Durch das Aufkommen des Mediums Internet wurden die Informationskosten zumindest in Teilmärkten und speziellen Situationen extrem reduziert. Mit dem Ausmaß und den Beschaffungskosten von Informationen beschäftigt sich daher auch die Internetökonomie.
Die Markteffizienzhypothese beispielsweise unterscheidet drei Stufen von Informationseffizienz.

## Abgrenzungen
Insbesondere in der Spieltheorie kommen verschiedene ähnliche Konzepte zum Einsatz. In diesem Bereich ist meist keine absolut vollständige Information gemeint, jederzeit alles zu wissen. Es reicht für verschiedene Modelle aus, mit Sicherheit eine gewisse Wahrscheinlichkeit für das Eintreten eines Ereignisses zu kennen. Die Spieltheorie beschäftigt sich auch mit verschiedenen Varianten der Entscheidung unter Unsicherheit.

### Perfekte Information
In der Spieltheorie wird zwischen einem Spiel mit vollständiger Information und einem Spiel mit perfekter Information unterschieden bzw. zwischen den Konzepten vollständiger und perfekter Information.
Bei Spielen mit perfekter Information ist jedem Spieler zum Zeitpunkt einer Entscheidung stets das vorangegangene Spielgeschehen, d. h. die zuvor getroffenen Entscheidungen seiner Mitspieler sowie die zuvor getroffenen Zufallsentscheidungen, vollständig bekannt. Beispiele für Spiele mit perfekter Information sind Brettspiele wie Schach, Mühle und Backgammon. Gegenbeispiele sind Kartenspiele wie Skat und Poker sowie Spiele mit simultanen Zügen wie Schere, Stein, Papier.
Vollständige Information im Sinne der Spieltheorie (also perfekte Information) besteht bereits, wenn zwar nicht die tatsächliche Auszahlungshöhe, aber deren Wahrscheinlichkeitsverteilung allen Spielern bekannt ist. Allerdings bezeichnen einzelne Autoren die Eigenschaft der perfekten Information abweichend vom wissenschaftlichen Standard als vollständige Information. Manchmal, aber in den wenigsten Fällen, wird die perfekte Information als Erweiterung der vollständigen Information angesehen.
Andere Autoren nennen die Information über alle vergangenen, gegenwärtigen und zukünftigen Tatbestände und Ereignisse auch nur vollkommene Information und beschreiben vollständige Information als Teilmenge, bei der zumindest das Spiel mit allen Regeln bekannt ist, aber nicht unbedingt die vorhergegangenen Entscheidungen anderer Spieler.

## Wirtschaftliche Aspekte
Die vollständige Information ist eine der Prämissen der Hypothesen des vollkommenen Marktes und für den Homo oeconomicus. Beide sind reine Theoriengebäude, die der Wissenschaft zur Erkenntnisbildung dienen, jedoch in der Wirklichkeit selten vorzufinden sind.
Entscheidungen mit vollständiger Information sind Entscheidungen unter Sicherheit, dem Entscheidungsträger liegen sämtliche entscheidungsrelevante Daten vor. Dies hat zur Folge, dass aus der Entscheidung kein Risiko resultiert. Bei der Arbitrage beispielsweise sind dem Anleger sämtliche erforderliche Kauf- und Verkaufsdaten bekannt, weil beide Transaktionen zum selben Zeitpunkt vorgenommen werden. Deshalb beruht sie auf vollständiger Informationen und ist risikolos. Vollständige Informationen liegen ansonsten jedoch äußerst selten vor. Vielmehr ist die Ungewissheit – und nicht etwa die vollständige Information – wie bereits Frank Knight 1965 gezeigt hatte, die Voraussetzung für das Funktionieren von Märkten.
Bei Informationsasymmetrie hat eines der beteiligten Wirtschaftssubjekte keine vollständige Information, weil das andere einen Wissensvorsprung besitzt. Bereits 1945 wies Friedrich August von Hayek darauf hin, dass kein Marktteilnehmer über vollständige Information verfüge. Wenn man über vollständige Information verfügen würde – so Hayek – und auch die Präferenzen und Mittel zur Bedürfnisbefriedigung kennen würde, wäre die Faktormobilität reine Logik und keine Ökonomie. In seinem 1970 erschienenen Aufsatz The Market for Lemons: Quality Uncertainty and the Market Mechanism wies George A. Akerlof mit Blick auf den Gebrauchtwagenmarkt nach, dass es hier eine adverse Selektion gibt. Der Käufer ist mit dem Problem der „verdeckten Eigenschaften“ (englisch hidden characteristics) konfrontiert und muss einen Erwartungswert für die Qualität des Autos bilden. Akerlofs Erkenntnisse können auf alle Gütermärkte übertragen werden, da meist der Verkäufer gegenüber dem Käufer einen Wissensvorsprung besitzt.
Innerhalb der Preistheorie gibt es zwei Preisbildungsmodelle, die unter anderem vom Informationsstand der Wirtschaftssubjekte abhängen. Setzt man vollständige Information sowie Nutzenmaximierung der Privathaushalte und Gewinnmaximierung der Unternehmen voraus, so gelangt man zu deterministischen Preisbildungsmodellen.

## Common Knowledge
Common knowledge sind Informationen bzw. Ereignisse, die jeder Spieler kennt und von denen jeder auch weiß, dass sie allen anderen bekannt sind, und zudem, dass auch alle wiederum wissen, dass jeder weiß, dass sie allen bekannt sind usw. Die Wissen der Spieler sind unendlich miteinander verschachtelt.
Diese Annahme ist selbstverständlich Fiktion. Ihre Rechtfertigung besteht darin, die Komplexität wirtschaftlicher Entscheidungssituationen zu reduzieren, um etwa Wirkungen der als wesentlich identifizierten Einflussgrößen zu erkennen. Die vollständige Information ist die restriktivste Annahme über Vollkommenheitsgrade wirtschaftlicher Tatbestände.

## Abgrenzung
Das Informationsdefizit und die unvollkommene Information unterscheiden sich voneinander. Ein Informationsdefizit ist in der Informationstheorie das Vorhandensein von Entropien, die durch einen geringen Informationsgehalt eine vollkommene Information verhindern. Unvollkommene Information und auch asymmetrische Information führen aus Sicht des Entscheidungsträgers zu dessen Informationsdefizit. Fehlt eine Restmenge von Information bei der Entscheidung, wird „diese Restmenge mit Informationsdefizit bezeichnet“. Mit diesem Defizit getroffene Entscheidungen sind Fehlentscheidungen, sofern das Defizit hätte beseitigt werden können.